# کولوتن، ماساللی
کولوتن (به ترکی آذربایجانی: Kolotan) یک منطقه مسکونی در جمهوری آذربایجان است که در شهرستان ماساللی واقع شده است. کولوتن ۳۷۰۲ نفر جمعیت دارد.